# Cebu City Sports Center
El Cebu City Sports Center es un estadio multiusos utilizado principalmente para partidos de fútbol y eventos de atletismo ubicado en Cebu City, Filipinas.

## Historia
Fue inaugurado en 1994 con el nombre Abellana Sports Complex originalmente como la sede del Palarong Pambansa, los juegos deportivos nacionales de Filipinas, pero con los años la sede tuvo varios eventos diversos como el Sinulog cada año.
También ha sido sede de eventos de fútbol, como en noviembre de 2012 que tuvo su primer partido de fútbol aprobado por FIFA donde Filipinas enfrentó a Singapur, que terminó con victoria para Filipinas por 1-0. Al año siguiente sería una de las sedes de la Copa Presidente de la AFC 2013 en los partidos del Grupo B.
En 2014 Filipinas jugaría de local en un partido internacional en un empate 0-0 ante Malasia en el primer partido de Thomas Dooley como entrenador de Filipinas. De 2017 a 2018 fue la sede del Global FC.